# Le Monde alpin et rhodanien
Le Monde alpin et rhodanien est une revue française d'ethnologie créée par Charles Joisten et une équipe de spécialistes en 1973, qui perdurera jusqu'en 2006. Elle est une publication du Centre alpin et rhodanien d'ethnologie, actuellement lié au musée dauphinois de Grenoble. La revue est devenue la collection Le Monde alpin et rhodanien à partir de 2006.
Cette revue est destinée à être une revue ethnologique couvrant une vaste région composée du sud-est de la France et du nord-ouest de l'Italie, voire la Suisse. Dès sa création, cette revue est destinée à donner un nouveau souffle aux recherches en ethnologie de la région concernée, de permettre le lien entre des scientifiques, et de proposer au grand public des articles de qualité. L'index géographique publié lors des trente ans de la revue fait cependant apparaître une couverture s'étendant à d'autres régions de France, d'Europe et du monde, dans certains articles.

## Histoire
Le rythme de publication de la revue est de quatre numéros par an (trimestriel). Les quatre numéros de l'année 2005 sont cependant parus en un volume unique publié en 2006.
En 2006, la revue fait place à la collection de même nom, publiée par le musée dauphinois.